# Atla (schimmelgeslacht)
Atla  is een geslacht van korstmossen dat behoort tot de familie Verrucariaceae van de ascomyceten. De typesoort is Atla alpina.

## Soorten
Volgens Index Fungorum telt het geslacht negen soorten (peildatum februari 2022):
| Soortnaam         | Auteur(s)               | Publicatiejaar |
| ----------------- | ----------------------- | -------------- |
| Atla alaskana     | S. Tibell & Tibell      | 2015           |
| Atla alpina       | Savić & Tibell          | 2008           |
| Atla oulankaensis | Pykälä & Myllys         | 2016           |
| Atla palicei      | Savić & Tibell          | 2008           |
| Atla praetermissa | Savić & Tibell          | 2008           |
| Atla recondita    | S. Tibell & Tibell      | 2015           |
| Atla tibelliorum  | Pykälä & Myllys         | 2016           |
| Atla vitikainenii | Pykälä & Myllys         | 2016           |
| Atla wheldonii    | (Travis) Savić & Tibell | 2008           |